# 矢的竜
矢的竜（やまと りゅう、1948年 - ）は、日本の作家。
京都府生まれ。1970年、滋賀大学経済学部卒業。2001年、リストラを機に小説の投稿を始める。2003年第10回松本清張賞最終候補、2009年九州さが大衆文学賞佳作。2011年作家デビュー。

## 受賞歴
- 歴史群像大賞優秀賞[いつ?]『女花火師伝』[1]
- 中・近世文学大賞優秀賞[いつ?]『花火』[要出典]
- 歴史浪漫大賞特別賞[いつ?]『舞い上がる島』[要出典]
- 九州さが大衆文学賞佳作[いつ?]『不切方形一枚折り』[要出典]

## 作品

### 小説
- 『折り紙大名』（中公文庫、2011年）
- 『大江戸 女花火師伝』（中公文庫、2011年）
- 『あっぱれ町奉行 江戸を駆ける』（角川春樹事務所、2013年）
- 『光秀の影武者』（祥伝社、2014年）
- 『シーボルトの駱駝』（双葉文庫、2015年）
- 『椿の海』（双葉文庫、2016年）
- 『三成最後の賭け』（新潮社、2018年）